# Гай Сентий Сатурнин (консул 19 пр.н.е.)
Вижте пояснителната страница за други личности с името Сатурнин.
Вижте пояснителната страница за други личности с името Гай Сентий Сатурнин.
Гай Сентий Сатурнин (на латински: Gaius Sentius Saturninus) e римски политик и военачалник по августовото време.

## Биография
Сатурнин произлиза от републиканска сенаторска фамилия, живееща в Атина. Той служи първо при Секст Помпей, след това сменя позициите си и през 19 пр.н.е. е избран за консул. Той е проконсул в Африка и през 7 пр.н.е. е легат Augusti pro praetore в Сирия.
От 4 до 6 г. Сатурнин се бие под командването на Тиберий в Германия, за което е отличен с ornamenta triumphalia.
Той има три сина, от които двама стават консули, Гай Сентий Сатурнин и Гней Сентий Сатурнин.